# Іди голим у світ
Іди голим у світ (англ. Go Naked in the World) — американська драма режисера Реналда МакДагалла 1961 року.

## Сюжет
Син успішного грецького емігранта розривається між очікуваннями його батька стосовно нього і пристрасної любові до красивої повії.

## У ролях
- Джина Лоллобріджіда — Джульєтта Кемерон
- Ентоні Франчоза — Нік Страттон
- Ернест Боргнайн — Піт Страттон
- Луана Паттен — Івонн Страттон
- Вілл Кулува — Аргус Длеволос
- Філіп Обер — Джош Кебнер
- Джон Келлогг — Коббі, детектив
- Ненсі Р. Поллок — Мері Страттон
- Трейсі Робертс — Діана